# Nukâka Coster-Waldau
Nukâka Coster-Waldau (født Sascha Nukâka Motzfeldt; 23. februar 1971) er en grønlandsk sanger og skuespiller.
Hun er skuespilleruddannet fra Statens Teaterskole i København i 2005.

## Andre aktiviteter
I 1990 var hun Grønlands kandidat i skønhedskonkurrencen Miss Universe.
Nukâka deltog i 2020 i sæson 17 af Vild med dans. Hun dansede med den professionelle danser Silas Holst. Parret indtog tredjepladsen i konkurrencen.

## Privatliv
Hendes far er den fremtrædende grønlandske politiker Josef Motzfeldt.
Siden 1998 har hun været gift med skuespilleren Nikolaj Coster-Waldau. Sammen har de 2 børn.

## Filmografi

### Film
- Lysets hjerte (1998)
- Vildspor (1998)
- Himmerland (2008)
- Eksperimentet (2010)
- Det grå guld (2012)
- Lykkelænder (2018)
- Familien Addams (2019)

### Tv-serier
- Forsvar (2003-04)
- Forbrydelsen (2007)
- Ditte & Louise 2 (2016)
- Sygeplejeskolen (2018-2022)
- Agent (2023)